# Wonones II
Wonones II (pers. ونن دوم, gr. Ονωνης) (zm. 51 n.e.) – władca Medii Atropatene ok. 11 n.e.–51 n.e. oraz krótko w 51 n.e. władca Partii z dynastii Arsacydów.
Wonones II był drugim synem nieznanej z imienia partyjskiej księżniczki z rodu Arsacydów i młodszym bratem Artabanusa II, króla partyjskiego. Jego dziadkiem był Artawazdes I władca Medii Atropatene, a babką jego żona Athenais. Tron partyjski objął po Gotarzesie II na krótko w 51 n.e. dzięki poparciu możnowładców atropateńskich. Jego następcą w Partii został jego syn Wologazes I.
Z greckiej konkubiny miał synów, którzy zasiadali na tronach: Pakorus II w Medii Atropatene, Wologazes I w Partii i Tiridates I w Armenii.

### Źródła
- Tacyt: Roczniki.

### Opracowania
- Marek Jan Olbrycht: Imperium Parthicum. Kryzys i odbudowa państwa Arsakidów w pierwszej połowie pierwszego wieku po Chrystusie. Kraków: Towarzystwo Wydawnicze "Historia Iagellonica", 2013, s. 191, seria: Notos — Scripta Antiqua et Byzantina. ISBN 978-83-62261-63-5.
- William Woodthorpe Tarn: The Greeks in Bactria and India. Cambridge: Cambridge University Press, 2010. ISBN 978-1-108-00941-6. (ang.).